# Klaviersonate Nr. 10 (Beethoven)
Ludwig van Beethovens Sonate Nr. 10 G-Dur op. 14 Nr. 2 entstand in den Jahren 1798 und 1799 und ist der Baronin Josefa von Braun gewidmet. Tovey bezeichnet sie als „exquisites kleines Werk“.
Im selben Jahr wie die Pathétique entstanden, ist die G-Dur-Sonate von ganz anderem Charakter. Das Lyrische und Spielerische erinnert an das Rokoko und tritt noch stärker hervor als in der unter derselben Opuszahl veröffentlichten und zeitgleich entstandenen E-Dur-Sonate.

## Aufbau
Der 1. Satz – Allegro, 2/4 – beginnt mit einem anmutigen und heiter-versonnenen Sechzehntelmotiv. Zweistimmige Terzen bringen das Seitenthema.
Der 2. Satz – Andante, Allabreve – steht in C-Dur, der Subdominante von G-Dur. Feine und durchsichtige Variationen machen ihn mit kurzgestoßenen Akkorden zu einem kleinen Marsch. 
Der 3. Satz – Scherzo, Allegro assai, 3/8 – ist eine Mischung aus Rondo und Scherzo, bezeichnenderweise Beethovens einzigem am Ende einer Sonate.